# كيفن بريسينو
كيفن بريسينو (بالإسبانية: Kevin Briceño)‏ (21 أكتوبر 1991 في كوستاريكا - ) هو لاعب كرة قدم كوستاريكي في مركز حراسة المرمى. لعب مع Brujas F.C. ‏.

## وصلات خارجية
- كيفن بريسينو على موقع الاتحاد الدولي (مؤرشف)  (الإنجليزية)
- كيفن بريسينو على موقع قاعدة بيانات كرة القدم.إي يو (الإنجليزية)
- كيفن بريسينو على موقع ناشيونال فوتبول تيمز (الإنجليزية)
- كيفن بريسينو على موقع Soccerway.com (الإنجليزية)
- كيفن بريسينو على موقع عالم كرة القدم.نت (الإنجليزية)